# Trending topic
Un trending topic (tendencia, tema de tendencia o  tema del momento en español, y TT en forma abreviada) es una de las palabras o frases más repetidas en un momento concreto en una red social.
Acuñada por primera vez por Twitter, quien en la página de inicio muestra los diez más relevantes, pudiendo el usuario escoger el ámbito geográfico que prefiera, mundial o localizado, o personalizadas, en función además de a quién sigue el propio usuario. La gran repercusión que están teniendo en la prensa ha provocado que esta expresión sea utilizada también para denominar un tema de gran interés, esté o no siendo comentado en la red social.

## Historia

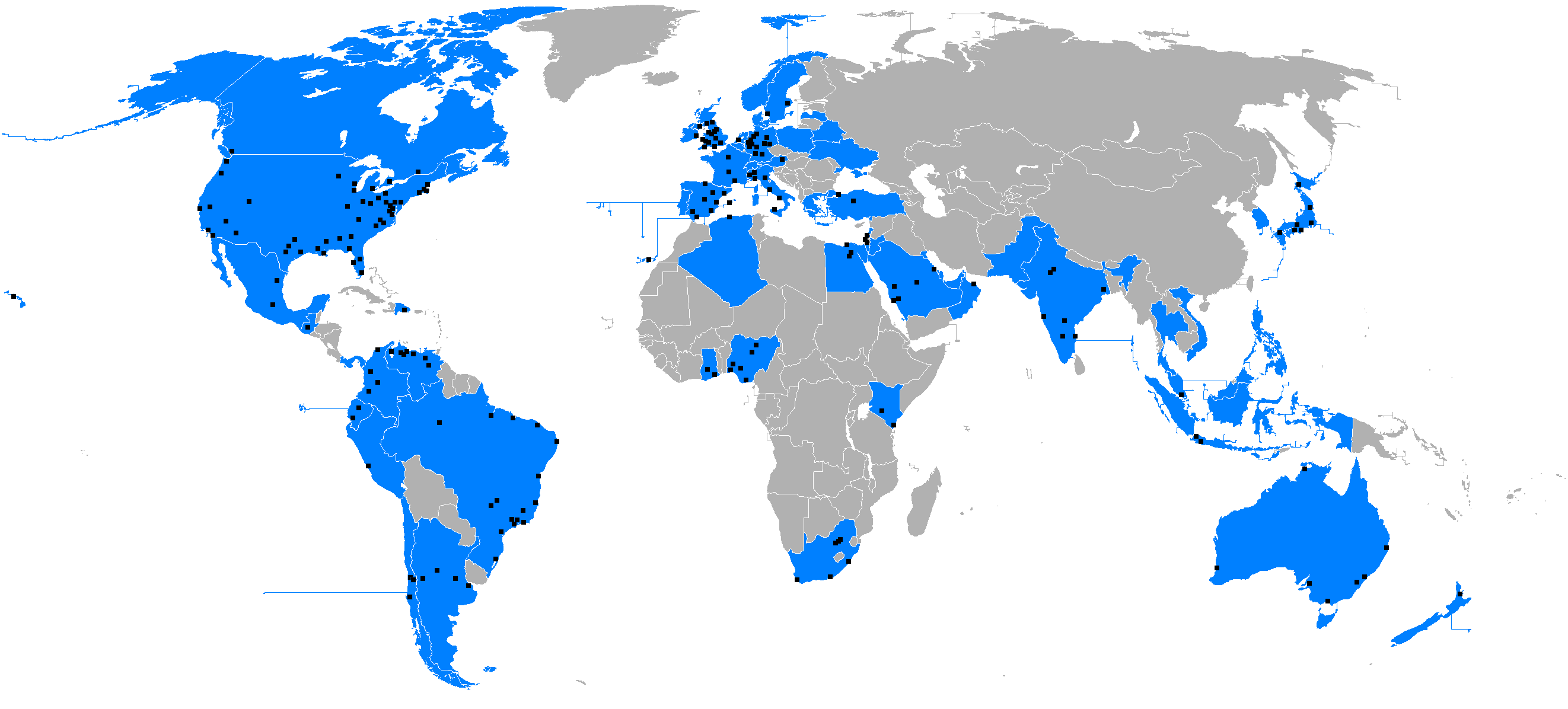
Países y ciudades con trending topics locales en Twitter.

Los temas del momento tienen su origen en los hashtags, etiquetas precedidas por la almohadilla (#) que sirven para organizar tuits sobre un tema concreto en Twitter. Lo que en principio era una clasificación de las etiquetas más utilizadas terminó por convertirse en una radiografía de los temas más hablados.
En enero de 2010 se lanzaron los trending topics locales. Además de los mundiales, se puede escoger entre más de treinta países y varias decenas de ciudades.
En junio del mismo año se presentaron también los temas de tendencia patrocinados en países como Estados Unidos, Japón y el Reino Unido. A mediados de 2012, estos se extendieron, junto con los promoted tweets, hacia América Latina en virtud de una alianza de Twitter con la compañía IMS (Internet Media Services); en este mismo período, Twitter implementó una nueva forma para elaborarlos, ajustándolos a la medida del usuario, junto con su ubicación y los usuarios a quienes sigue.
En junio de 2012 se lanzaron las tailored trends —en español: tendencias personalizadas—,. Estos son obtenidos por un algoritmo que utiliza la ubicación del usuario y a quién sigue para mostrar unas tendencias más relevantes para dicho usuario. La nueva función se introdujo por defecto, pero es posible desactivarla.

## Temática
Los temas de los que tratan los trending topics son de una gran variedad. En un principio eran en su mayoría memes y coberturas de eventos -especialmente los tecnológicos, como las keynotes de Apple-, pero mayor repercusión tienen los temas de actualidad. La muerte de Michael Jackson en 2009, las filtraciones de Wikileaks a lo largo de 2010, las revueltas árabes de 2011 o las protestas del 15M en España durante 2011 son grandes hitos en la historia de la red social, que coparon los temas de tendencia a nivel mundial.
No obstante, la localización y la gran cantidad de nuevos usuarios han llevado a lo más alto temas algo más mundanos, como famosos o televisión. Algunos medios ya están utilizando esto en su beneficio, fomentando el uso de etiquetas de almohadilla que con frecuencia llegan a temas de tendencia. Por otro lado, los seguidores de cantantes como One Direction, Lady Gaga o Justin Bieber y de franquicias como la de Harry Potter se ponen en ocasiones de acuerdo para impulsar sus TT.

## Algoritmo
Twitter utiliza un algoritmo que selecciona los términos novedosos más mencionados, y que ha sido modificado ya en varias ocasiones. En diciembre de 2010, Wikileaks solo apareció entre ellos los primeros días, provocando acusaciones de censura. Twitter se justificó explicando que no solo cuenta el número de tuits sobre el tema, sino que también su novedad. Por ejemplo, dicen ocultar muchos temas del momento relacionados con Justin Bieber, que tiene un gran número de seguidores en la red social, por no cumplir ese requisito. Para eludir esta penalización, se recurre al uso de diferentes etiquetas para el mismo tema o evento, como ocurrió con las manifestaciones del 15M en 2011, en el que se utilizaron, entre otros, #democraciarealya, #spanishrevolution y #acampadasol. Los trending topics relacionados con eventos posteriores organizados por el movimiento 15M han sido siempre diferentes a los anteriores.
Twitter también ha suprimido términos que los usuarios han considerado ofensivos, como ha sido el caso de las etiquetas #Thatsafrican y #thingsdarkiessay.

## Países y ciudades
Los trending topics aparecen en diferentes partes del mundo, al principio sólo se mostraban tendencias mundiales, después se agregaron los países con sus respectivas ciudades principales: Brasil, Canadá, Estados Unidos, Irlanda, México y Reino Unido.
Los Estados Unidos lidera como el país que tiene mayor número de ciudades en las tendencias (63), le siguen el Reino Unido (26), México (23), India (21) y Brasil (15).
- Alemania: Berlín, Bremen, Colonia, Dortmund, Dresde, Dusseldorf, Essen, Frankfurt, Hamburgo, Leipzig, Múnich y Stuttgart.
- Argentina: Buenos Aires, Córdoba, Mendoza, La Plata y Rosario.
- Australia: Adelaida, Brisbane, Canberra, Darwin, Melbourne, Perth y Sídney.
- Brasil: Belo Horizonte, Belém, Brasilia, Campinas, Curitiba, Fortaleza, Goiânia, Guarulhos, Manaos, Porto Alegre, Recife, Río de Janeiro, Salvador, São Luís y São Paulo.
- Bélgica: Sin ciudades.
- Canadá: Calgary, Edmonton, Montreal, Ottawa, Quebec, Toronto, Vancouver y Winnipeg.
- Chile: Concepción, Santiago y Valparaíso.
- Colombia: Barranquilla, Bogotá, Cali y Medellín.
- Corea del Sur: Ansan, Bucheon, Changwon, Daegu, Daejeon, Goyang, Gwangju, Incheon, Seongnam, Seúl, Suwon, Ulsan y Yongin.
- Ecuador: Guayaquil y Quito.
- Emiratos Árabes Unidos: Abu Dabi, Dubái y Sharjah.
- España: Barcelona, Bilbao, Las Palmas, Madrid, Murcia, Málaga, Palma, Sevilla, Valencia y Zaragoza.
- Filipinas: Antipolo, Cagayán de Oro, Caloocan, Ciudad Quezón, Cebú, Dávao, Makati, Manila, Pásig, Taguig y Zamboanga.
- Francia: Burdeos, Estrasburgo, Lille, Lyon, Marsella, Montpellier, Nantes, París, Rennes y Toulouse.
- Grecia:  Atenas y Salónica.
- Guatemala: Ciudad de Guatemala.
- Italia: Bolonia, Génova, Milán, Nápoles, Palermo, Roma y Turín.
- Irlanda: Cork, Dublín y Galway.
- Kenia: Mombasa y Nairobi.
- México: Acapulco, Aguascalientes, Chihuahua, Ciudad de México, Culiacán, Ecatepec, Guadalajara, Hermosillo, Juárez, León, Mexicali, Monterrey, Morelia, Mérida, Naucalpan, Neza, Puebla, Querétaro, Saltillo, San Luis Potosí, Tijuana, Toluca y Zapopan.
- Países Bajos: Ámsterdam, La Haya, Róterdam y Utrech.
- Pakistán: Faisalabad, Karachi, Lahore, Multán y Rawalpindi.
- Perú: Lima
- Portugal: Sin ciudades.
- República Dominicana: Santo Domingo.
- Singapur: Singapur.
- Sudáfrica: Ciudad del Cabo, Durban, Johannesburgo, Pretoria, Puerto Elizabeth y Soweto.
- Suecia: Estocolmo.
- Venezuela: Barcelona, Barquisimeto, Caracas, Ciudad Guayana, Maracaibo, Maracay, Maturín, Turmero y Valencia.